# Heinkel He 111
Heinkel He 111 — німецький літак, розроблений Зігфрідом і Вальтером Гюнтерами на початку 1930 року з порушенням Версальських домовленостей. Часто описується як «Вовк в овечій шкурі», видавався за вантажний літак, але його призначенням було забезпечити Люфтваффе швидким середнім бомбардувальником.
Можливо найупізнаваніший німецький бомбардувальник через своєрідний, засклений «ніс-теплицю» у формі кулі, літак був головним і найчисленнішим бомбардувальником Люфтваффе під час ранніх стадій Другої світової війни. Він непогано проявив себе під час Битви за Британію, незважаючи на слабке захисне обладнання, відносно низьку швидкість і низьку маневровість, оскільки міг нести порівняно високе бомбове навантаження і завдавати значної шкоди. Із продовженням війни He 111 використовували для різних типів завдань на кожному фронті європейського театру бойових дій. Як стратегічний бомбардувальник під час битви за Британію, як торпедоносець під час Битви за Атлантику і як середній бомбардувальник і вантажний літак на Західному, Східному і Середземноморському фронті.
Незважаючи на постійні покращення, Heinkel He 111 застарів під час останнього етапу війни. Його планували замінити проектом Люфтваффе бомбардувальник B, але затримки і зрештою скасування проекту примусили Люфтваффе продовжити використання He 111 до завершення війни. Виробництво припинили в 1944, в той час перевагу віддали винищувачам. Після зникнення німецьких бомбардувальних сил, He 111 слугував як транспорт.
Дизайн Гайнкеля використали після війни в іспанському CASA 2.111. Іспанія отримала партію He 111H-16s в 1943 відповідно до угоди щодо ліцензійного виробництва іспанської версії. Конструкція значно різнилась лише в силовій установці. Іспанські літаки використовувались до 1973 року.

## Проектування і розробка

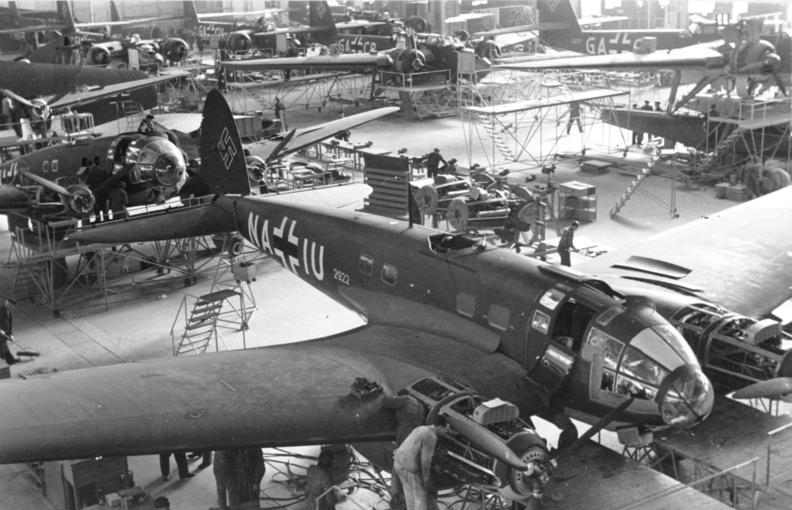
Виготовлення He 111

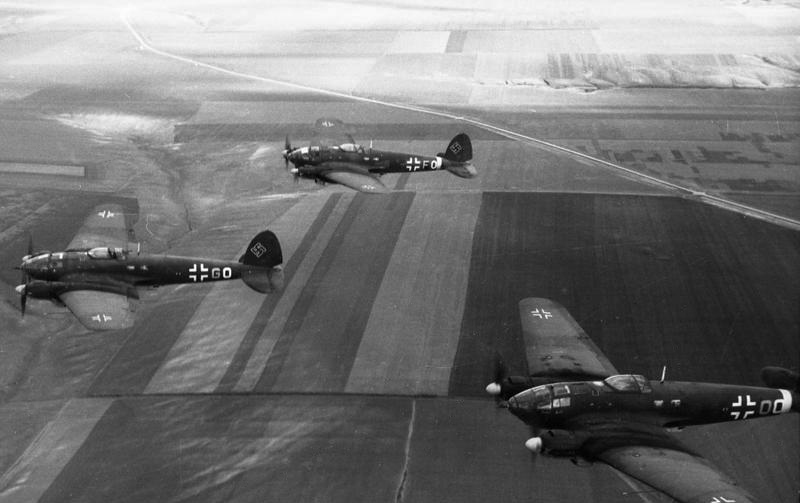
Heinkel He 111 в польоті

Після поразки у Першій світовій війні, згідно з Версальськими договорами Німеччині заборонили створювати ВПС. Всупереч договору в 1930-х почалися розробки нових військових літаків і іншого озброєння, які тримались у таємниці. Так і початкова розробка військових бомбардувальників маскувалось під розробку цивільних вантажних літаків.
На початку 1930-х Ернст Гайнкель вирішив збудувати найшвидший у світі пасажирський літак, така ціль була скептично сприйнята німецькою літакобудівною промисловістю, а також політичним керівництвом. Гайнкель довірив розробку Зігфріду і Волтеру Гюнтерам. В червні 1933 Альберт Кессельрінг відвідав офіс Гайнкеля. Кессельрінг був головою адміністрації Люфтваффе: на той час Німеччина не мала державного міністерства авіації лише комісаріат, Luftfahrtkommissariat. Кессельрінг сподівався створити нові повітряні сили поза межами ВПС у Рейхсвері і переконав Гайнкеля перенести своє виробництво з Вармунде в Росток і перейти до масового виробництва із 3,000 робітниками. Гайнкель почав новий проект для цивільного використання на відповідь до нових американських зразків Lockheed 12, Boeing 247 і Douglas DC-2.
Перший швидкісний одномоторний пасажирський літак Heinkel He 70 Blitz («Блискавка») братів Гюнтерів зійшов із конвеєра 1932 і зразок почав негайно бити рекорди. В його звичайній версії на чотири пасажири його швидкість сягала 380 km/h (230 mph), обладнаний 447 kW (600 hp) двигуном BMW VI. Еліптичні крила, які Гюнтери вже використовували в спортивному літаку Bäumer Sausewind до початку роботи на Гейнкеля стали характерний властивістю, яку використовували багато наступних розробок. Рішення привернуло увагу Люфтваффе, яке шукало літак із подвійними бомбардувально-вантажними можливостями. Тому на початку 1934 року новостворене міністерство авіації видало фірмам Heinkel і Junkers замовлення на двомоторні бомбардувальники. Кожна модель (He 111 і Ju 88) мала проектуватись у двох варіантах — цивільному і воєнному. Першим замовленням вимагалось створення п'яти прототипів — двох пасажирських літаків і трьох бомбардувальників.
He 111 став двомоторним різновидом Blitz'а, і успадкував багато рис попередника, включно з поєднанням еліптичного крила з інвертованим крилом типу «чайка» і часто звався як Doppel-Blitz («Подвійна блискавка»). Гайнкель витратив 200 000 годин на його розробку. Довжина фюзеляжу збільшилась до трохи більше 17,4 м (з 11,7 м) і розмах крил до 22,6 м (з 14,6 м).
Від воєнного варіанту літака вимагалась максимальна швидкість у 350 км/год, дальність польоту в 1000 км, і можливість нести 1000 кг бомбового навантаження. Перший бомбардувальний прототип He 111V1 (W.Nr. 713, D-ADAP) з моторами BMW VI потужністю 660 к. с. піднявся в повітря 24 лютого 1935.

## Основні модифікації

### Цивільні варіанти
He 111C
Прототипи обладнані для цивільних потреб V2 і V4 вперше злетіли в травні 1935. V2 (W.Nr. 715, D-ALIX) використовував бомбову нішу як чотиримісний відсік для курців, з ще шістьма сидіннями позаду них у хвості фюзеляжу. V2 заступив на службу в Deutsche Luft Hansa 1936, разом із шістьма іншими новопобудованими літаками відомими під версією He 111C. He 111 V4 був відкритий для закордонної преси 10 січня 1936. Нацистська пропаганда роздула його характеристики, заявивши максимальну швидкість 400 км/год, насправді вона становила близько 360 км/год.
He 111 C-0 став комерційним різновидом і взяв форму прототипу V4. Перша машина була призначена D-AHAO «Dresden». Була обладнана двигуном BMW VI і її льотова дальність становила (в залежності від ємності баків) від 1,000 км до 2,200 км, а максимальна швидкість 310 км/год. Розмах крил C серії становив 22,6 м. Розмір фюзеляжу становив 17,1 м у He 111 V1, але змінився в C до 17,5 м. Дизельна силова установка Jumo 205 замінила BMW VI. Попри це, максимальна швидкість коливалась у межах 220—240 км/год. Вона злегка збільшилась із використанням двигуна BMW 132.
Головна проблема полягала в силових установках. He 111 споряджався BMW VI двигуном із глікольним охолодженням. Німецька авіація потерпала від нестачі двигунів із потужністю більшою ніж 600 кінських сил. Двигуни належної якості передавались для потреби військовиків, Luft Hansa вимушена була покладатись на BMW VI або 132s.
He 111G
He 111G був покращеною версією і мав багато відмінностей від попередника. Для спрощення виробництва вирівняли провідну частину крила, як у версії бомбардувальника. Вибір двигунів був таким BMW 132, BMW VI, DB 600 і DB 601A.
He 111G був найпотужнішою як і найшвидшою комерційною версією. G-0 отримав BMW VI 6.0 ZU. Подальші варіанти отримували різні двигуни. Наприклад, G-3 споряджався BMW 132. G-4 був обладнаний DB600G, в G-5 отримав DB 601B з найвищою швидкістю 410 км/г. На початку 1937 року, вісім G варіантів несли службу в Luft Hansa. Найбільша кількість He 111s на службі в Luft Hansa становила 12. He 111 діяв по всій Європі та літав до Південної Африки. Комерційні розробки припинились на He 111G.

### Воєнні варіанти
He 111A

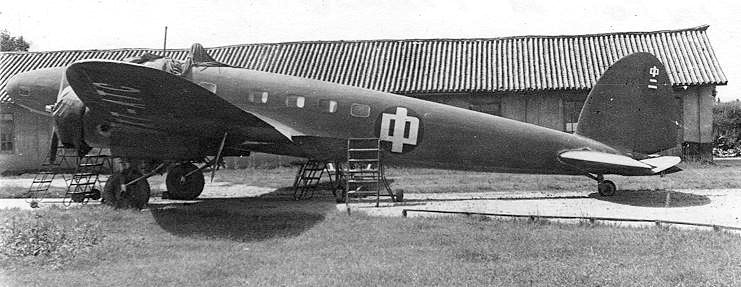
Китайський He-111A-0.

Передсерійна партія бомбардувальників із двигунами BMW VI 6.0Z, що випускалась на початку 1936 року в кількості 10 літаків. Озброєння складалось із трьох 7,62 мм кулеметів MG 15 (по одному в носі, в верхній турелі і в нижній висувній точці). Бомбардувальник міг переносити 1000 кг бомбового навантаження.
He 111B
Перший серійний бомбардувальний варіант, що вироблявся з осені 1936 року. Оснащувався двигунами серії DB 600, і міг переносити 1500 кг бомб. Загалом було виготовлено 419 екземплярів.
- He 111B-0 — оснащувався двигунами DB 600Aa.
- He 111B-1 — оснащувався двигунами DB 600C (850 к. с.).
- He 111B-2 — оснащувався двигунами DB 600CG (925 к. с.).

He 111D
Бомбардувальник із двигунами DB 600Ga (1050 к. с), було виготовлено тільки 30 літаків.
He 111E

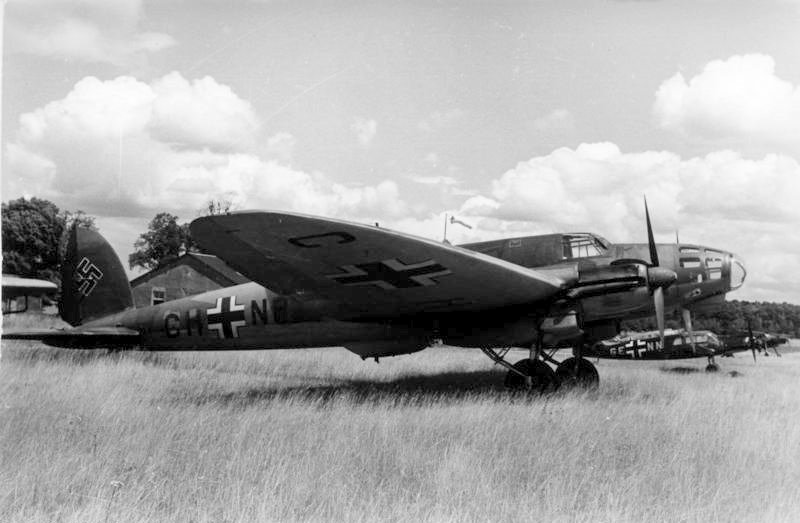
He 111-E

Друга масова модифікація бомбардувальника, яка оснащувалась двигунами Jumo 211A і зовнішніми бомбовими підвісами, що дозволило збільшити бомбове навантаження до 2000 кг. Було виготовлено 210 літаків у п'яти модифікаціях:
- He 111E-0/E-1 — оснащувався двигунами Jumo 211A-1. (930 к. с.)
- He 111E-3 — оснащувався двигунами Jumo 211A-3 (1100 к. с.).
- He 111E-4/E-5 — була можливість встановлювати додатковий паливний бак у бомбовому відсіку.

He 111F
Відрізнявся новим крилом із прямим краєм:
- He 111F-1 — експортний варіант для Туреччини з двигунами DB 600. (24 екз.)
- He 111F-2 — аналогічний до He 111F-1, але виготовлявся для Люфтваффе (30 екз.)
- He 111F-4 — оснащувався двигунами Jumo 211A-3 і зовнішніми бомбовими підвісами.

He 111J
Аналог He 111F з моторами DB 600CG, який початково розроблявся як торпедоносець, але від ідеї відмовились:
- He 111J-0 — передсерійна версія торпедоносця, міг переносити дві торпеди.
- He 111J-1 — версія звичайного бомбардувальника.

He 111P

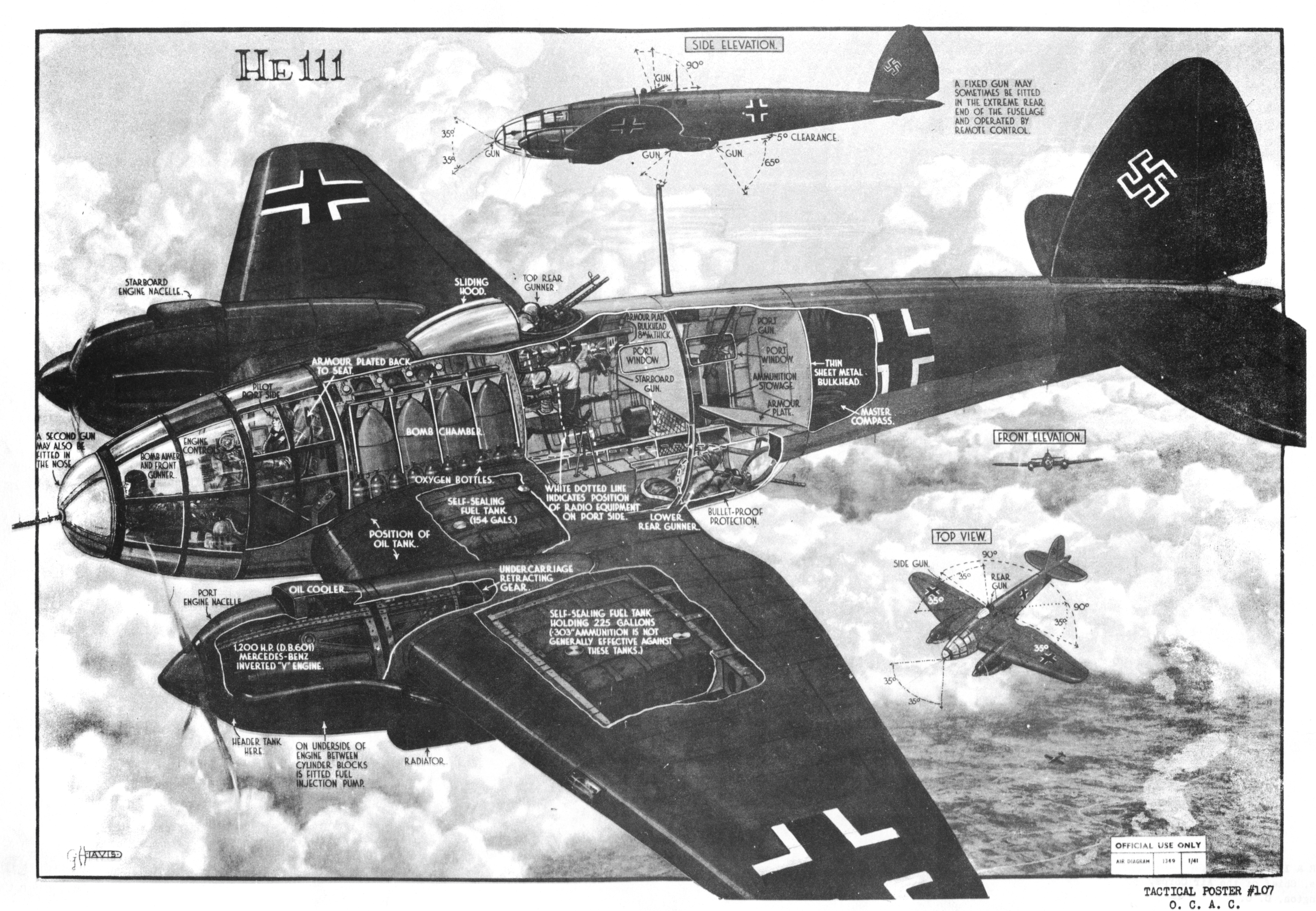
Схематичне зображення He 111P

Ступінчаста носова частина фюзеляжу була замінена на округлу, а нижня вогнева точка була перероблена в гондольний варіант. Оснащувався двигунами DB 600A-1:
- He 111P-0 — передсерійна версія.
- He 111P-1 — перша серія бомбардувальника. (95 екз.)
- He 111P-2 — встановлена нова радіостанція. (739 екз.)
- He 111P-3 — перероблені в навчальні He 111P-0/P-1.
- He 111P-4 — посилено стрілецьке озброєння, додатковий курсовий кулемет у кабіні пілота, два кулемета в бічних вікнах і нерухомий кулемет у хвості. Екіпаж було збільшено до 5 осіб.

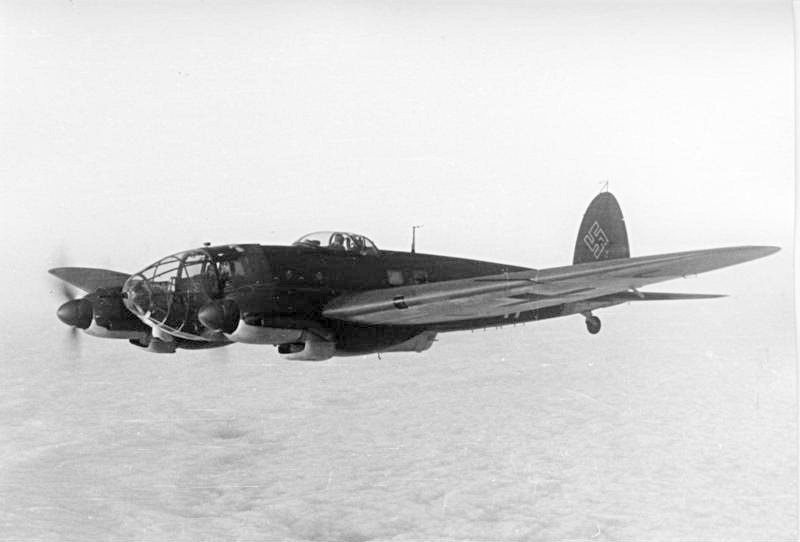
He 111H

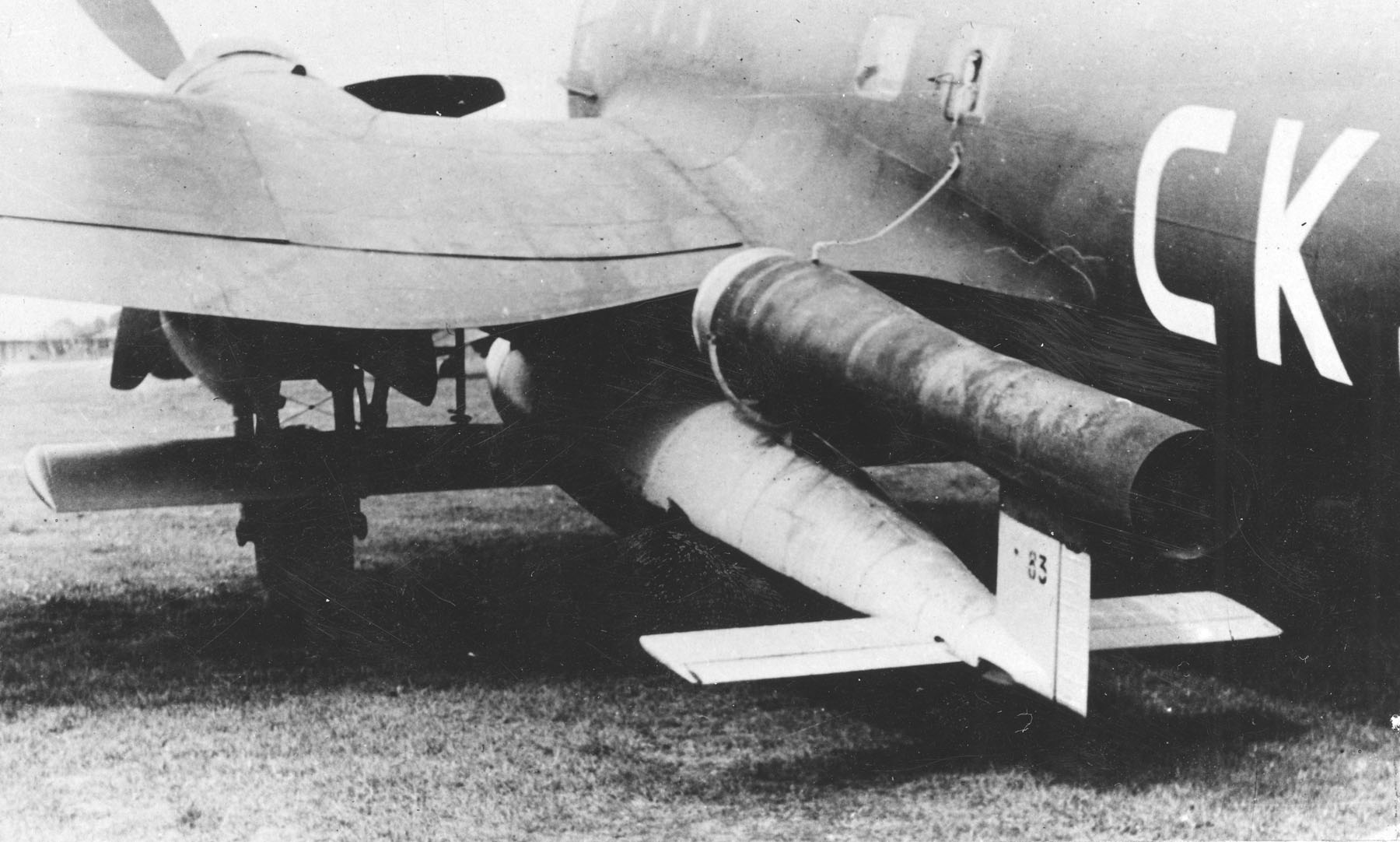
Крилата ракета Фау-1 під He 111H-22

Аналог He 111P з двигунами Jumo 211. Наймасовіша модифікація, яка випускалась у багатьох варіантах:
- He 111H-0/H-1 — передсерійні/серійні літаки з двигунами Jumo 211A-1, озброєння аналогічне He 111P-2 (136 екз.)
- He 111H-2 — оснащувався двигунами Jumo 211A-3. Озброєння відповідало He 111P-4.(502 екз.)
- He 111H-3 — протикорабельна модифікація з двигунами Jumo 211D-1 потужністю 1200 к. с. Оснащувалась додатковою курсовою 20 мм гарматою MG FF і екіпажем із 6 осіб. (504 екз.)
- He 111H-4 — модернізація попередніх варіантів для використання двигунів Jumo 211D-1 або Jumo 211F-1 (1340 к. с.). Міг нести під фюзеляжем дві бомби масою 1000 кг, або одну масою 1800 кг.
- He 111H-5 — оснащувалась двигунами Jumo 211D-1. В бомбовому відсіку розміщувався додатковий паливний бак, а бомбове навантаження масою до 2500 кг, розміщувалась на зовнішніх підвісах. (560 екз.)
- He 111H-6 — оснащувалась двигунами Jumo 211F-1. Бомби масою до 2500 кг розміщувались у бомбовому відсіку і на підвісах. Озброєння відповідало He 111P-4, але в підфюзеляжному відсіку розміщувалась додаткова 20 мм. MG FF (1775 екз.)
- He 111H-10 — нічний бомбардувальник із двигунами Jumo 211F-2 (1340 к. с.), мав посилене бронювання і посилений край крила для перерізання тросів аеростатів. Захисне озброєння складалось із 5 7,62 мм кулеметів MG 15. Максимальне бомбове навантаження — 2000 кг.
- He 111H-11 — аналог He 111H-10 з посиленим захисним озброєнням. В верхній турелі розміщувався кулемет 13,2 мм кулемет MG 131, два 7,92 мм кулемети MG 81Z в нижній гондолі, ще по одному 7,62 мм кулемету MG 15 в носі і бічних вікнах, і додаткова курсова гармата MG FF. (480—500 екз.)
  - He 111H-11/R1 — в бічних вікнах встановлено 7,92 мм кулемети MG 81Z
  - He 111H-11/R2 — варіант буксира планерів
- He 111H-12 — пристосований для використання радіокерованих бомб Hs 293
- He 111H-14 — зв'язковий літак для вказування цілей. Оснащувалась посиленим навігаційним і зв'язковим обладнанням і екіпажем із 6 осіб. (50 екз.)
  - He 111H-14/R2 — варіант буксира планерів, зі знятим обладнанням.
- He 111H-15 — переобладнані для використання авіабомб-планерів BV 246, але з цією бомбою були проблеми, тому частину цієї модифікації було переобладнано назад в He 111H-10.
- He 111H-16 — звичайна бомбардувальна версія з двигунами Jumo 211F-2 і озброєнням аналогічним до He 111H-11, але новішим обладнанням. (1100 екз.)
  - He 111H-16/R1 — верхня турель оснащувалась електроприводом.
  - He 111H-16/R2 — варіант буксира планерів.
  - He 111H-16/R3 — посилений бронезахист, і відсутні зовнішні підвіси.
- He 111H-18 — нічний бомбардувальник, з обладнанням аналогічним до He 111H-14. Озброєння складалось із 5 кулеметів MG 81 і однієї підфюзеляжної гармати MG FF. Маса бомбового навантаження складала 1000 кг.
- He 111H-20 — остання масова модифікація:
  - He 111H-16/R1 — транспортна модифікація
  - He 111H-16/R2 — буксир планерів.
  - He 111H-16/R3 — нічний бомбардувальник. Озброєння складалось із трьох кулеметів MG 131 в носовій, верхній і нижній установках, а також чотирьох MG 81 в бічних вікнах. Маса бомбового навантаження — 2000 кг.
  - He 111H-16/R4 — двигуни оснащувались турбонагнітачами GM 1.
- He 111H-21 — оснащувався двигунами Jumo 213E-1 (1750 к. с.)
- He 111H-22 — пристосований для використання крилатих ракет Фау-1.
- He 111H-23 — оснащувався двигунами Jumo 213A-1 (1775 к. с.)

He 111Z

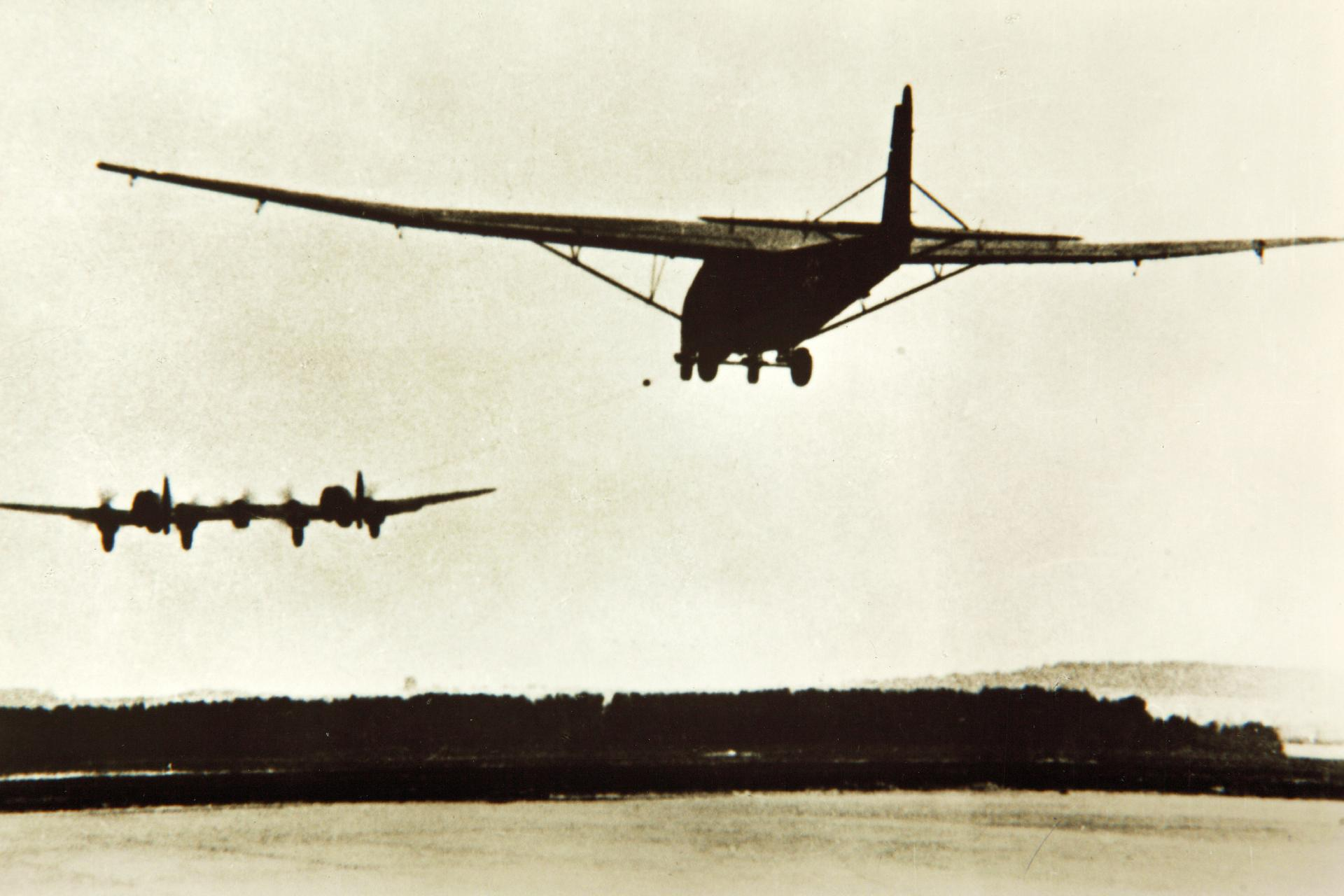
Буксир He 111Z піднімає в повітря важкий планер Me 321

Буксир важких планерів на базі He 111H-6. Для цього два He 111H-6 з'єднувались додатковою секцією крила з п'ятим двигуном. (12 екз.)
CASA 2.111
Ліцензійний варіант He 111H-16 що випускався в Іспанії в різних модифікаціях (бомбардувальній, транспортній і розвідувальній). Було випущено 130 літаків, в 1953—1956 роках, 70 з них було модернізовано — встановлено двигуни Rolls-Royce Merlin 500. В транспортному варіанті використовувались до 1975 року.

## Технічні характеристики

He 111H-1

|                               | He 111P-2      | He 111P-4      | He 111H-1       | He 111H-3       | He 111H-6       | He 111H-16      | He 111H-21      | He 111H-23      |
| ----------------------------- | -------------- | -------------- | --------------- | --------------- | --------------- | --------------- | --------------- | --------------- |
| Довжина                       | 16,4 м         | 16,4 м         | 16,4 м          | 16,4 м          | 16,4 м          | 16,4 м          | 16,4 м          | 16,4 м          |
| Висота                        | 4,0 м          | 4,0 м          | 4,0 м           | 4,0 м           | 4,0 м           | 4,0 м           | 4,0 м           | 4,0 м           |
| Розмах крил                   | 22,5 м         | 22,5 м         | 22,5 м          | 22,5 м          | 22,5 м          | 22,5 м          | 22,5 м          | 22,5 м          |
| Площа крил                    | 86,5 м²        | 86,5 м²        | 86,5 м²         | 86,5 м²         | 86,5 м²         | 86,5 м²         | 86,5 м²         | 86,5 м²         |
| Маса пустого                  | 6250 кг        | 6780 кг        | 6300 кг         | 6700 кг         | 6800 кг         | 6900 кг         | 7050 кг         | 6800 кг         |
| Максимальна злітна маса       | 12 500 кг      | 13 500 кг      | 12 600 кг       | 13 120 кг       | 13 200 кг       | 14 000 кг       | 14 000 кг       | 13 200 кг       |
| Двигуни                       | 2 х DB601A-1   | 2 х DB601Aa    | 2 х Jumo 211A-1 | 2 × Jumo 211D-1 | 2 х Jumo 211F-1 | 2 х Jumo 211F-2 | 2 х Jumo 213E-1 | 2 × Jumo 213A-1 |
| Потужність                    | 2 x 1100 к. с. | 2 x 1175 к. с. | 2 x 1075 к. с.  | 2 x 1200 к. с.  | 2 x 1300 к. с.  | 2 x 1340 к. с.  | 2 x 1750 к. с.  | 2 x 1775 к. с.  |
| Максимальна швидкість         | 410 км/год     | 398 км/год     | 410 км/год      | 425 км/год      | 430 км/год      | 434 км/год      | 480 км/год      | 490 км/год      |
| Максимальна дальність польоту | 1970 км        | 2450 км        | 2060 км         | 2060 км         | 2080 км         | 2060 км         | 2060 км         | 2060 км         |
| Практична стеля               | 8000 м         | 8000 м         | 8000 м          | 8000 м          | 8500 м          | 8500 м          | 10 000 м        | 10 000 м        |

## Історія використання

### Люфтваффе

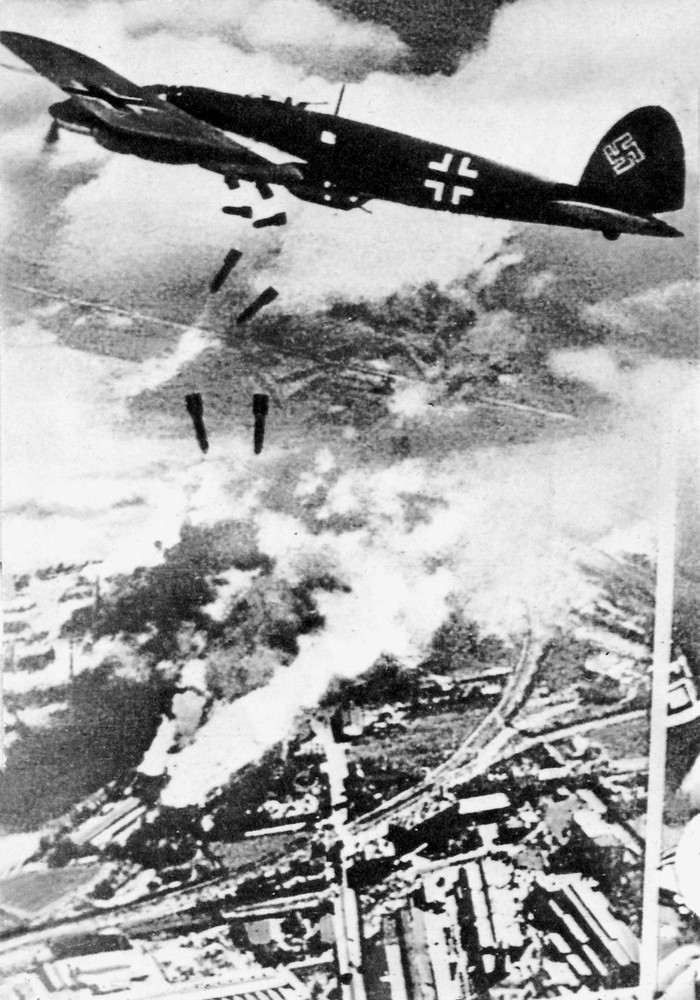
He 111 скидає бомби на Варшаву

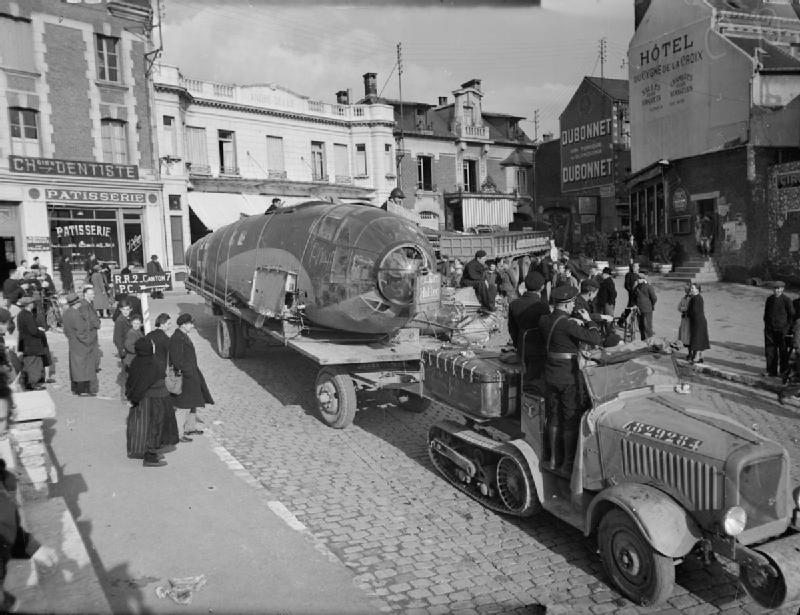
Фюзеляж підбитого He 111 транспортують через місто Руа (Сомма). Листопад 1939 року.

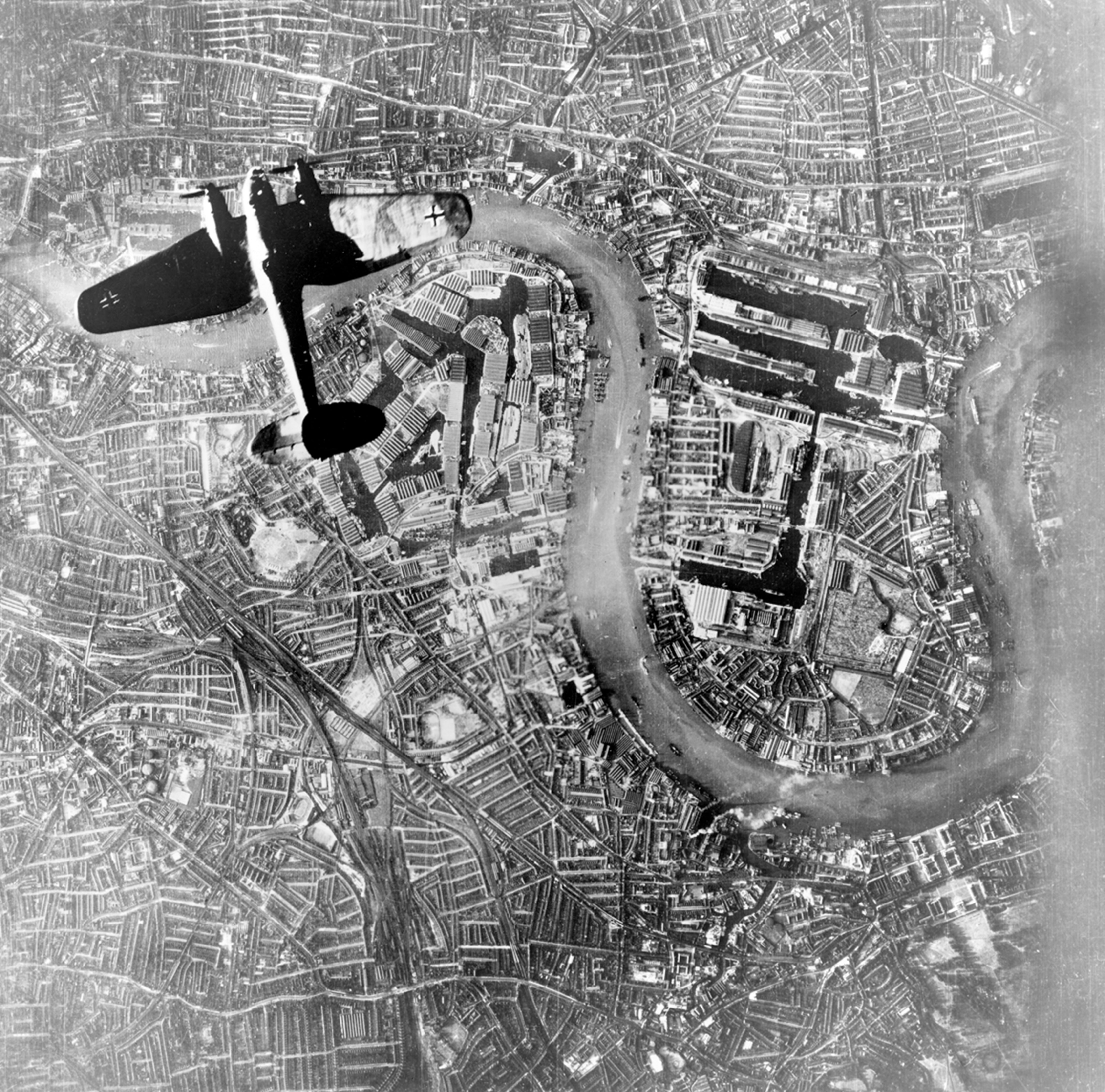
He 111 над Лондоном. Битва за Британію.

He 111B був прийнятий на озброєння в перші місяці 1937 року, вже в лютому 1937 перші 4 літаки було відправлено в Іспанію в складі легіону «Кондор», а в травні вже було два авіазагони з цими літаками. Загалом в Іспанії діяли 95 He 111B і 35 He 111E.
Станом на початок 1938 року He 111 став наймасовішим бомбардувальником на службі в Люфтваффе — загалом у стройових частинах було 13 авіагруп (570 літаків). А на початок Другої світової вже 23 авіагрупи використовували ці літаки. Більшість із них було задіяно під час нападу на Польщу, де вони здійснювали нальоти на аеродроми і транспортні вузли, а з 16 вересня почались нальоти на міста. Зокрема 24 і 25 вересня в бомбардуваннях Варшави взяло участь 400 He 111. За польську кампанію втрати He 111 склали 30 літаків.
З 26 вересня Люфтваффе почало епізодичні нальоти на британський флот, до яких у тому числі залучались і He 111, а з січня 1940 року ці нальоти стали систематичними. В операції «Везерюбунг» взяло участь 200 літаків He 111H/Pв складі 7 авіагруп. З часом вони були перебазовані на норвезькі аеродроми і задіювались проти британського флоту. Протягом операції було втрачено 61 He 111.
В нападі на Францію початково брали участь 1120 бомбардувальників, зокрема 688 He 111. Як і в Польщі, першою цілью ставали аеродроми противника — ескадра KG 4 систематично знищувала голландські аеродроми, а KG 1 — бельгійські. Внаслідок нальотів останньої ВПС Бельгії втратили більше половини своїх літаків. Бомбардувальна ескадра KG 54 14 травня 1940 здійснила рейд на Роттердам, але відразу після цього задіювалась виключно в операціях над Францією. Окрім неї, в Франції діяли ескадри KG 53 і KG 55, згодом до них доєднались KG 4 і KG 1. З 27 травня по 4 червня He 111 з ескадр KG 1, KG 4 і KG 54, а 1 червня KG 53 і KG 55 здійснили бомбовий наліт на Марсель. З третього червня почались нальоти на аеродроми поблизу Парижу. Для He 111 французька кампанія не була особливо вдалою, загалом було втрачено 350 He 111 — половину всіх задіяних літаків. Показник втрат He 111 майже вдвічі перевищував показники інших бомбардувальників, захисне озброєння і швидкість He 111 були явно недостатніми для успішного захисту від французьких винищувачів і зенітної артилерії. Тільки в один день 10 травня було збито 20 He 111.
Тому в 1940 році почалась заміна He 111 в бойових частинах на Ju 88, але в битві за Британію He 111 став одним основних бомбардувальників. Його основною перевагою було велике бомбове навантаження, що дозволяло завдавати значної шкоди інфраструктурі. На початок вересня 1940 року в бойових вильотах брало 18 авіагруп He 111, які здебільшого нищили британські аеропорти. Деколи вони залучались і до інших завдань, зокрема постановки мін навколо портів. Значні втрати в денних нальотах змусили перекинути більшість He 111 на нічні. З 7 вересня Люфтваффе переключилось на бомбардування міст. Наймасовішим нальотом став наліт на 14 листопада на Ковентрі в якому взяло участь 450 літаків. Останні масові нальоти відбулись у січні 1941 року, зокрема 3 січня 111 He 111H бомбардували Кардіфф.
В операціях на Балканах He 111 майже не використовувались, діяла тільки одна авіагрупа II/KG 4 з 30-ма літаками. З лютого 1941 року в Середземномор'ї діяла авіагрупа II/KG 26 озброєна He 111H з торпедними підвісами. Літаки цих груп також брали участь у захопленні Криту. 7 He 111H-6 авіазагону 4./KG 4 в травні підтримували військовий переворот в Іраці.
Перед нападом на СРСР основним бомбардувальником став Ju 88, і для участі в операції Барбаросса було виділено тільки три ескадри He 111H (~270 літаків) — KG 27, KG 53, KG 55, а також одна авіагрупа II/KG 4. KG 53 підтримували наступ групи армій «Північ», а KG 27 і KG 55 — групи армій «Південь». В кінці липня 1941 року ескадру KG 4 було доповнено ще трьома групами з He 111H. З 22 липня 1941 три ескадри почали бомбардування Москви, а восени почались бомбардування цілей поблизу Волги. Активне застосування привело до високих втрат, і до 16 серпня 1941 року в строю залишилось тільки 135 справних He 111H'. В Норвегії в цей час діяли дві авіагрупи з ескадри KG 26 з торпедоносною модифікацією He 111H. Іх основною задачею було знищення конвоїв: вони завдавали ударів по конвоях PQ 16, PQ 17 і PQ 18.
З літа 1942 року почались бої поблизу Сталінграду, спочатку He 111H завдавали ударів по залізничних вузлах і по самому місту, а після оточення 6-ї армії основною задачею для He 111 стало постачання припасів до оточених військ. В результаті було втрачено більше половини задіяних літаків. Надалі He 111 часто використовувались у транспортній ролі, але все ще залучались до бомбардувань. Для підтримки військ в операції «Цитадель» було виділено 9 авіагруп із найновішими літаками He 111H-16, але до цього моменту літак вважався придатним тільки для нічних нальотів.
В 1944 році союзники почали операцію «Френтік», про яку також дізналась німецька розвітка, і 22 червня Люфтваффе завдали удару по полтавському аеродромі де розміщувались американські бомбардувальники. В нальоті було задіяно 200 He 111 з ескадр KG 53 і KG 55. В результаті удару було знищено 44 бомбардувальника B-17 і 5 винищувачів, ще 28 B-17 і 28 винищувачів були серйозно пошкоджені. Це був значний удар по стратегічній авіації союзників.
З липня 1944 року почались бойові вильоти He 111H-22 з Фау-1 для ударів по Британських містах. Перший бойовий виліт відбувся 8 липня, коли було завдано удару по Саутгемптоні, а до кінця місяця таким чином було запущено 400 ракет, більшість із них по Лондону. До кінця року в таких операціях вже використовувалась ціла ескадра KG 53. Але через недосконалу технологію виготовлення ракет Фау-1 He 111H-22 зазнавали високих втрат, наприклад у січні 1945 року було втрачено 77 He 111, з них тільки 16 було перехоплено винищувачами.

### Інші країни

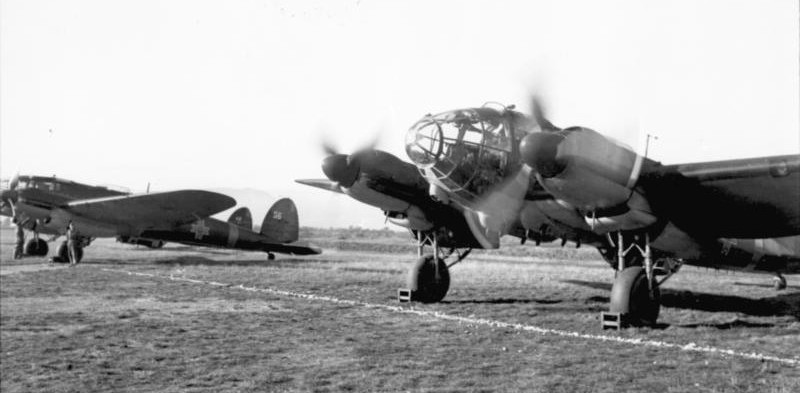
He 111 Румунських ВПС

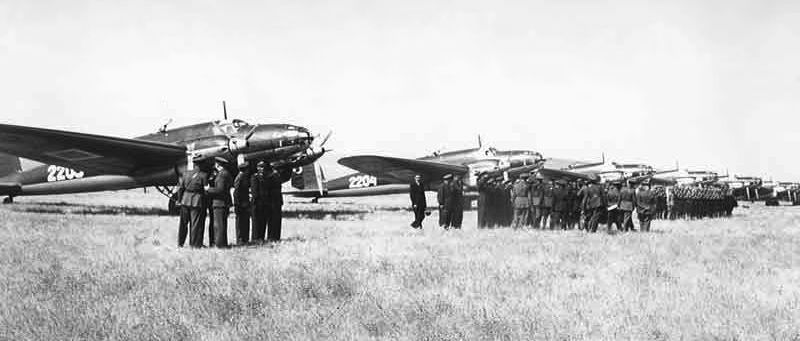
He-111 ВПС Туреччини

В середині 1936 року ВПС Китаю отримали 6 літаків He 111A-0, які були забраковані Люфтваффе. Вони були включені в 19-ту бомбардувальну ескадрилью і використовувались до кінця 1937 року, зокрема поблизу Шанхаю.
Після завершення громадянської війни франкістська Іспанія мала 58 He 111 різних модифікацій, а з 1948 року на озброєння було прийнято ліцензійно побудовані CASA 2.111.
В 1938 році 24 He 111F-1 і 4 транспортні He 111G були передані ВПС Туреччини, в яких вони використовувались до 1944 року.
В 1940 році Румунія отримала 32 He 111H, які були модернізовані до варіанту He 111H-3. Ними було озброєно 5-ту бомбардувальну авіагрупу, яка була задіяна в німецько-радянській війні. В 1942 році для компенсації втрат Німеччиною було передано ще 30 He 111H-6. Можливо ще декілька десятків літаків передавалось пізніше. Під час переходу Румунію на сторону союзників у серпні 1944 року в строю залишалось ще 7 He 111H.
Ще 16 He 111P було передано Угорщині, які використовувались як розвідники і транспортні літаки. Два болгарські He 111H теж використовувались виключно як транспортні.
В 1943 році 5 He 111H, які були включені в 41-шу бомбардувальну ескадрилью і брали участь у боях на Кубані.
Після війни декілька німецьких He 111, які залишились на аеродромах використовувались у ВПС Чехословаччини.